# 367 pr. n. št.

## Dogodki
- Tebanci vdrejo na Peloponez.

## Rojstva
- Ptolemaj I. Soter, faraon Egipta (* 283/284 pr. n. št.)